# Rycerka Górna
Rycerka Górna est une localité polonaise de la gmina de Rajcza, située dans le powiat de Żywiec en voïvodie de Silésie.

## Démographie
En 2021, la population était de 1 300 habitants.